# Jesse Douglas
Jesse Douglas (født 3. juli 1897, død 7. september 1965) var en amerikansk matematiker. Han blev født i New York og gik på Columbia College of Columbia University fra 1920–1924. Douglas var en af to vindere af den første Fieldsmedalje, uddelt i 1936. Han blev honoreret for at løse, i 1930, Plateauproblemet. Problemet, der havde været åbent siden 1760, da Lagrange formulerede det, er del af variationsregningen og er også kendt som sæbebobleproblemet. American Mathematical Society tildelte ham Bôcher-prisen i 1943.
Douglas blev senere professor ved City College of New York (CCNY), hvor han underviste indtil sin død.